# Edith Keller-Herrmann
Edith Keller-Herrmann (* 17. November 1921 in Dresden als Edith Keller; † 12. Mai 2010 in Ingolstadt) war eine deutsche Schachmeisterin.

## Leben
Kellers Talent wurde in den 1930er und 1940er Jahren durch den Großdeutschen Schachbund gefördert. Sie besuchte 1936 in ihrer Heimatstadt ein Internationales Turnier und war fasziniert vom Spiel Aljechins. Sie begann intensiv zu trainieren und erhielt im August 1939 die Einladung zu einem Lehrgang, der Jugendschachwoche in Fürstenwalde bei Berlin, an dem auch Klaus Junge und Wolfgang Unzicker teilnahmen. 
Ihre erste Deutsche Meisterschaft der Frauen gewann sie 1942. Nach Ende des Zweiten Weltkrieges war sie eine der ersten Frauen, die erfolgreich an Männerturnieren teilnahmen. 1946 wurde sie in Leipzig hinter Rudolf Teschner Fünfte bei der ersten Meisterschaft der Sowjetischen Besatzungszone. In Dortmund 1951 spielte Keller als einzige Frau in einem starken Meisterturnier und bewies mit einem Sieg über Großmeister Nicolas Rossolimo und einem Remis gegen Großmeister Efim Bogoljubow, der 1929 und 1934 gegen Alexander Aljechin zwei Weltmeisterschaftskämpfe ausfocht, dass sie in dieser Konkurrenz bestehen konnte.
Keller gewann fünfmal die Deutsche Meisterschaft der Frauen und genauso oft die Damenmeisterschaft der DDR. Sie nahm an der Schachweltmeisterschaft der Frauen 1949/50 in Moskau teil, wo sie Platz 5 bis 7 teilte. In den nachfolgenden Jahren konnte sie sich dreimal für die Kandidatinnen qualifizieren (1955 wurde sie Dritte), doch wurde sie nie Herausforderin der amtierenden Weltmeisterin. 1953 und 1958 nahm sie als einzige Frau an den Herren-Meisterschaften der DDR teil. Mit dem SC Einheit Dresden gewann Keller-Herrmann 1957 und 1958 die DDR-Mannschaftsmeisterschaft.
Für die DDR nahm sie an vier Schacholympiaden der Frauen teil. 1957 in Emmen, 1963 in Split und 1966 in Oberhausen spielte sie jeweils am Spitzenbrett, in Lublin 1969 an Brett 2 hinter Waltraud Nowarra. Dabei erzielte Keller-Herrmann insgesamt 35,5 Punkte aus 49 Partien und gewann drei Bronzemedaillen mit der Mannschaft sowie eine Silbermedaille 1957 und Bronzemedaille 1963 für ihre Einzelergebnisse.
Im Jahre 1978 verlieh die FIDE ihr den Titel Großmeister der Frauen (WGM). Ihre letzte Elo-Zahl betrug 2290.
2001 wurde Edith Keller-Herrmann Ehrenmitglied der Emanuel-Lasker-Gesellschaft.
Im Mai 2002 sprach ihr der Deutsche Schachbund Dank und Anerkennung in Form einer Ehrenurkunde aus.
Sie war die Schwester des Internationalen Meisters Rudolf Keller. Verheiratet war sie ab etwa 1951 mit dem Chirurgen Ludwig Herrmann, der 1956 für die DDR an der Schacholympiade teilnahm. Edith Keller-Herrmann hatte eine Tochter.

## Darstellung Edith Keller-Hermanns in der bildenden Kunst
- Edith Rzodeczko: Meisterin des Schachspiels Frau Keller-Herrmann (Tafelbild, Öl, 1956)[7]

## Partiebeispiel
Keller – Bogoljubow
Dortmund, 1951
Holländische Verteidigung
1. d2–d4 f7–f5 2. c2–c4 Sg8–f6 3. g2–g3 d7–d6 4. Sg1–f3 g7–g6 5. Lf1–g2 Lf8–g7 6. 0–0 0–0 7. Sb1–c3 c7–c6 8. Dd1–b3 Dd8–b6 9. Db3xb6 a7xb6 10. b2–b3 Sb8–a6 11. Lc1–b2 Sf6–e4 12. Sc3–a4 b6–b5 13. c4xb5 c6xb5 14. Sa4–b6 Ta8–a7 15. Sb6xc8 Tf8xc8 16. Tf1–c1 Tc8–a8 17. a2–a3 Sa6–c5 18. Ta1–b1 Sc5xb3 19. Tc1–c2 d6–d5 20. e2–e3 e7–e6 21. Lg2–f1 g6–g5 22. Lf1xb5 g5–g4 23. Sf3–e1 Lg7–f8 24. a3–a4 Lf8–d6 25. Se1–d3 Kg8–f7 26. Lb2–c3 Sb3–a5 27. Lc3xa5 Ta7xa5 28. Tb1–c1 Ta8–d8 29. Sd3–c5 Ld6xc5 30. d4xc5 Kf7–f6 31. c5–c6 b7xc6 32. Tc2xc6 Se4–g5 33. Tc6–c8 Td8xc8 34. Tc1xc8 d5–d4 35. e3xd4 Sg5–f3+ 36. Kg1–g2 Sf3xd4 37. Tc8–h8 Kf6–g7 38. Th8–e8 Ta5–a7 39. Te8–b8 Ta7–c7 40. Tb8–b6 Tc7–c1 41. h2–h3 h7–h5 42. h3xg4 h5xg4 43. a4–a5 Tc1–c5 44. Lb5–d7 Kg7–f6 45. a5–a6 Kf6–e5 46. Tb6–b1 Tc5–c7 47. Tb1–a1 Tc7xd7 48. a6–a7 Td7xa7 ½:½